# Bruchhausen (Landkreis Neuwied)
Bruchhausen település Németországban, Rajna-vidék-Pfalz tartományban. Lakosainak száma 956 fő (2023. december 31.).

## Népesség
A település népességének változása:
| Lakosok száma | 719  | 897  | 958  | 962  | 949  | 978  | 956  |
|               | 1975 | 2014 | 2017 | 2019 | 2021 | 2022 | 2023 |